# Jean-Louis Tripp
Jean-Louis Tripp (Montauban, 4 februari 1958) is een Franse stripauteur, beeldhouwer en schilder. Tripp is bekend van de stripreeks Magasin Général die hij samen met de striptekenaar Régis Loisel maakte.
Tripp verhuisde in 2003 naar Canada waar hij in Ottawa les gaf in striptekenen.

## Werk

### Strips
- Le Violon et l'Archer (collectief, Casterman, 1990)
- Magasin Général (Casterman, 2006-2014)
- Paroles d'anges (Glénat)
- Jacques Gallard (Milan)

### Beeldhouwwerken
De sculptuur Media Man (1991) staat voor het ziekenhuis van Montauban. Het 5,5 meter hoge beeld is gemaakt uit beton bekleed met scherven messing en is geïnspireerd door De Denker van Auguste Rodin.